# Éthologie cognitive
L'éthologie cognitive est une discipline intégrative qui associe principalement l'éthologie et la psychologie et qui étudie les facultés cognitives des animaux.

## Origine de la discipline
La synthèse des sciences cognitives et de l'éthologie a donné naissance à l'éthologie cognitive, qui a pour « objet principal l'observation des animaux dans un milieu plus ou moins naturel et pour but de comprendre l'évolution, l'adaptation, l'origine et le développement d'un répertoire comportemental spécifique à chaque espèce ».
L'expression « éthologie cognitive » a été initialement proposée par Donald Griffin dans son livre The Question of Animal Awareness,, publié en 1976.
Le terme tend à remplacer celui d'« intelligence animale » considéré comme obsolète dans les publications en langue anglaise. L'équivalent humain est la « psychologie cognitive ».